# Viaduc des Neyrolles
Le viaduc des Neyrolles est un pont autoroutier de l'autoroute A40, à proximité de Nantua et de la commune Les Neyrolles, dans l'Ain.

## Caractéristiques
Le viaduc des Neyrolles, construit en 1985, a une longueur de 782 m. Son architecte est Maurice Novarina.
En 1996, l'infrastructure a été doublée.